# Xarxa d'Economia Solidària de Catalunya
La Xarxa d'Economia Solidària de Catalunya (XES) és una organització catalana formada per entitats i activistes de l'economia solidària que defensa un sistema econòmic respectuós amb les persones, el medi ambient i els territoris. Funciona sota criteris democràtics, d'horitzontalitat, transparència, equitat i participació. L'economia social i solidària (ESS) considera i proposa una nova forma de produir, distribuir i consumir, i representa una alternativa viable i sostenible per satisfer les necessitats individuals i globals, basada en la cooperació i el bé comú.
A diferència d'altres organitzacions representatives de l'economia social i solidària, la XES parteix d'un principi ideològic on el que identifica a les entitats de l'ESS no és una forma jurídica concreta sinó els principis i valors que les defineixen i que practiquen. Per aquest motiu, les organitzacions que conformen la XES com a sòcies van des de cooperatives i associacions de tota mena a iniciatives de les economies comunitàries i, fins i tot, economies informals.

## Història
La XES començà a gestar-se a mitjans dels anys 1990, en un procés iniciat entre cooperatives catalanes i brasileres durant el Fòrum Social Mundial de la ciutat brasilera de Porto Alegre. Després d'un llarg procés de debat i reflexió contínua, amb l'impuls de la Federació de Cooperatives de Treball de Catalunya, el naixement de la XES culminà amb la signatura del manifest de constitució, el novembre de 2002, i la posterior Assemblea Plenària de Constitució, el febrer de 2003.

## Fira d'Economia Solidària de Catalunya
Des del 2012, la XES organitza, amb caràcter anual, la Fira d'Economia Solidària de Catalunya (FESC) al recinte de la Fabra i Coats de Barcelona. Una dècada després, aquesta fira ha evolucionat cap a dos esdeveniments per adaptar-se a diferents públics: el Fòrum FESC i el Festival FESC.

## Pam a Pam
Pam a Pam és un mapa col·laboratiu que recull centenars d'iniciatives de l'Economia Social i Solidària a Catalunya. A més d'esdevenir un directori d’opcions per a un consum transformador i responsable, el projecte realitza activitats, articles i publicacions sobre valors i pràctiques de l’ESS. També impulsa projectes per enfortir l’agroecologia, les economies comunitàries o la intercooperació. Pam a Pam va néixer al 2013 de la mà d'una campanya de Setem Catalunya i a partir de 2014 és assumit per la XES com a projecte estratègic. L'any 2024, en el seu desè aniversari, ja superava les 1.500 iniciatives recollides.

## Balanç Social
El Balanç Social és una eina creada i gestionada per la XES de rendició de comptes i mesura d’impacte social, ambiental i de bon govern de les organitzacions de l'ESS. A través d'una metodologia basada en uns indicadors objectius i comuns, les entitats que el fan poden fer servir els resultats per millorar internament i, alhora, ajudar a avançar en la qualitat i bona salut de l’Economia Solidària i el Mercat Social.